# Bahnhof Dargun

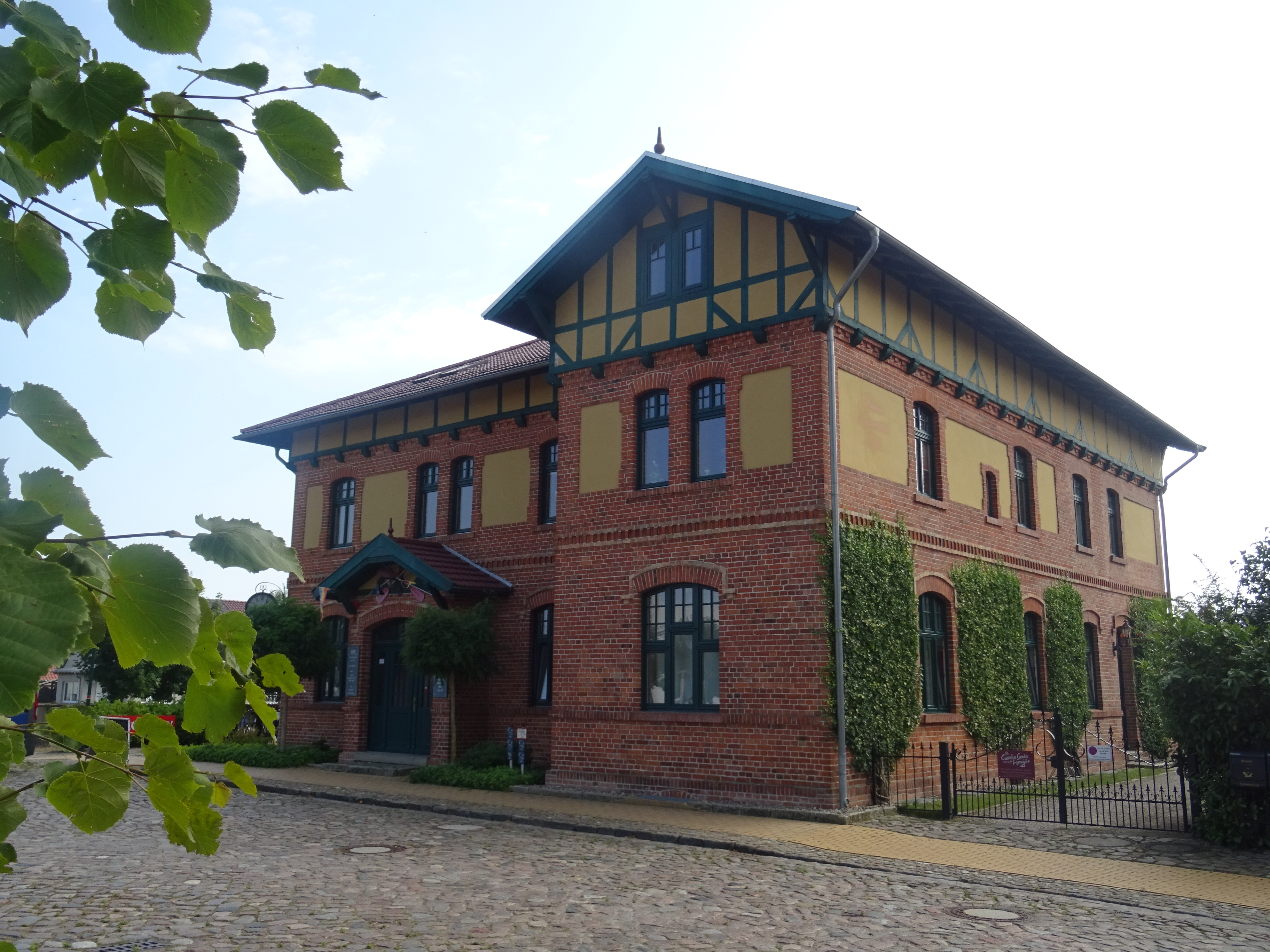
Ehemaliger Bahnhof Dargun

Der ehemalige Bahnhof Dargun in Dargun (Mecklenburg-Vorpommern), Bahnhofstraße 1, wurde 1907 gebaut. Er wird heute als Café und Hotel/Pension genutzt. Die Gebäude stehen unter Denkmalschutz.

## Geschichte

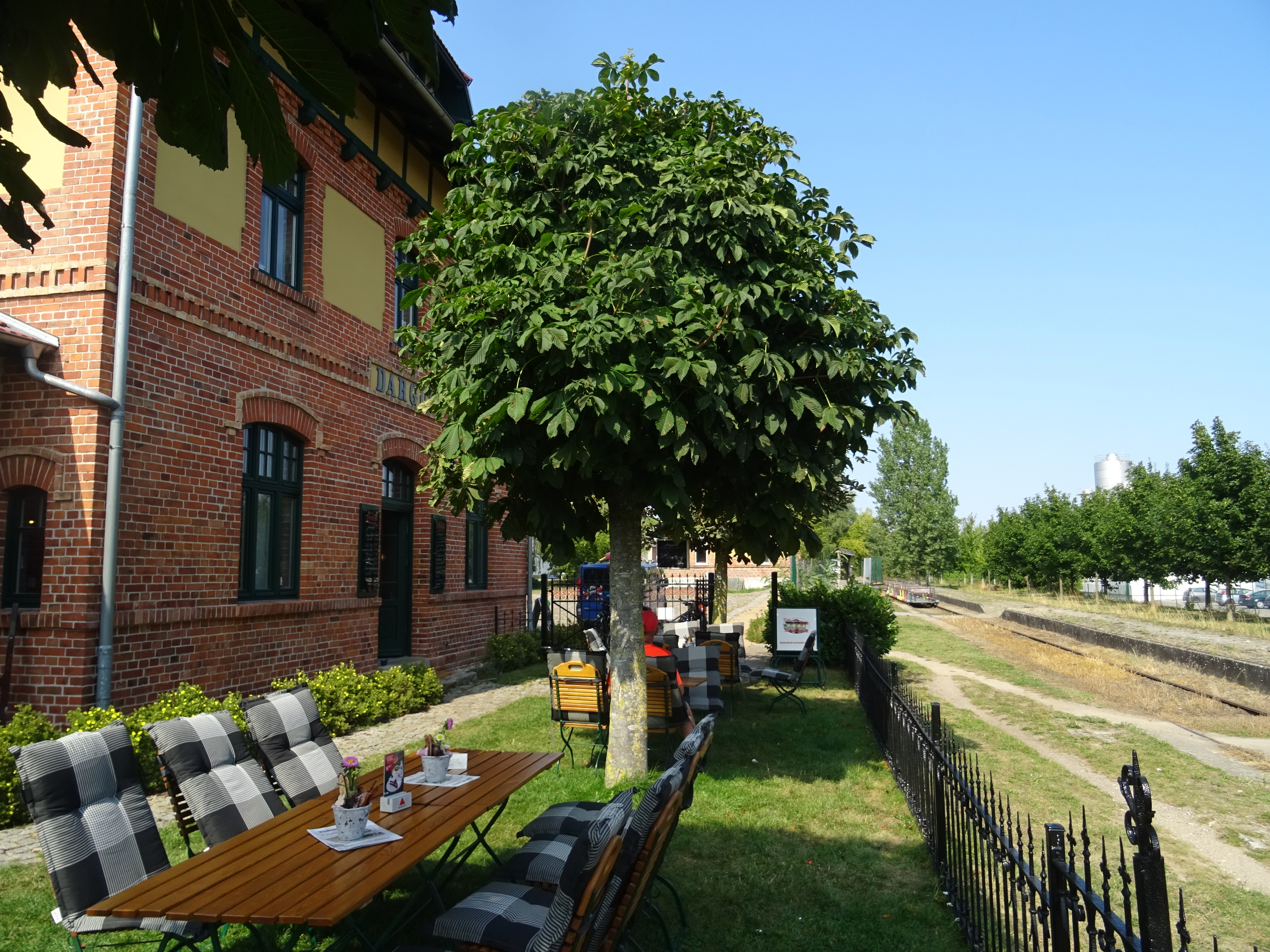
Gleisseite

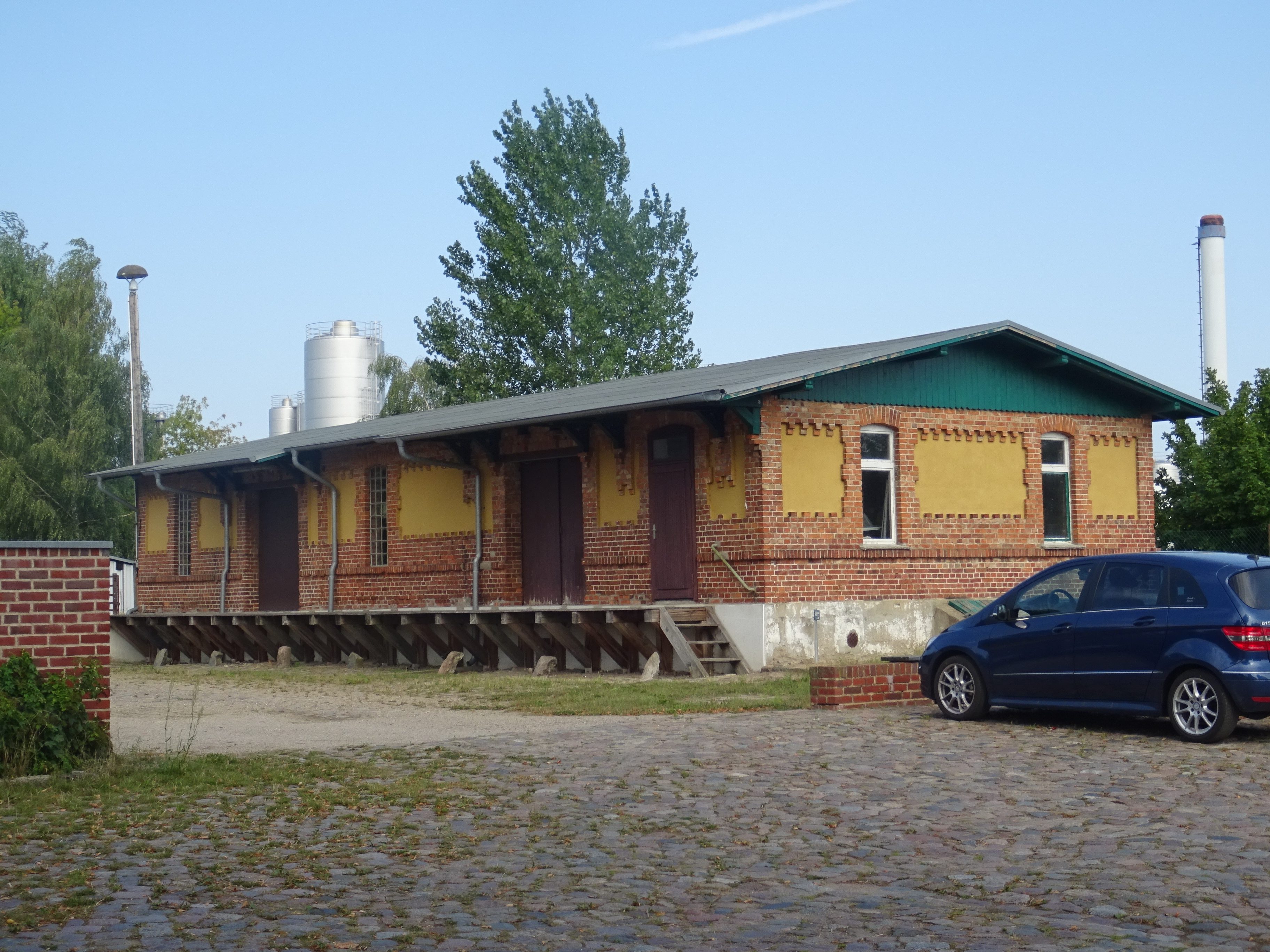
Lagerschuppen

Dargun, mit um 4300 Einwohnern, entstand im Mittelalter beim Dorf Röcknitz.
1907 erhielt Dargun durch die Großherzoglich Mecklenburgische Friedrich-Franz-Eisenbahn Anschluss an die 24,7 km lange eingleisige Bahnstrecke Malchin–Dargun für den Personen- und Güterverkehr. In Malchin hatte diese Strecke Anschluss an die Hauptstrecke Bützow–Szczecin (Stettin – Neubrandenburg – Malchin – Güstrow – Bützow). 1996 wurde die Nebenstrecke stillgelegt. Seit 2002 wird sie als Draisinenstrecke betrieben.
Das zwei- und dreigeschossige verklinkerte Empfangsgebäude wurde im Stil der Jahrhundertwende gebaut. Das verputzte obere Geschoss erhielt eine Fachwerkfassade. Das Gebäude wurde saniert. Heute befindet sich hier ein Hotel/Pension mit Café.
Ein eingeschossiger Lagerschuppen ergänzt das Ensemble als heutige Station der Naturpark-Draisine Dargun.